# 58号俄亥俄州州道
58号俄亥俄州州道是美国俄亥俄州中部的一条南北向公路，由俄亥俄州交通部管理维护。公路全长41.627英里（66.992），自阿什兰市的250号美国国道始，沿途经过惠灵顿、奥伯林和阿默斯特，最后止于位于洛兰的6号美国国道。